# Pseudopanthera fuscaria
Pseudopanthera fuscaria är en fjärilsart som beskrevs av Otto Staudinger 1871. Pseudopanthera fuscaria ingår i släktet Pseudopanthera och familjen mätare. Inga underarter finns listade.